# Punzonatura

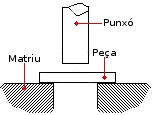
Rappresentazione schematica di un processo di punzonatura.

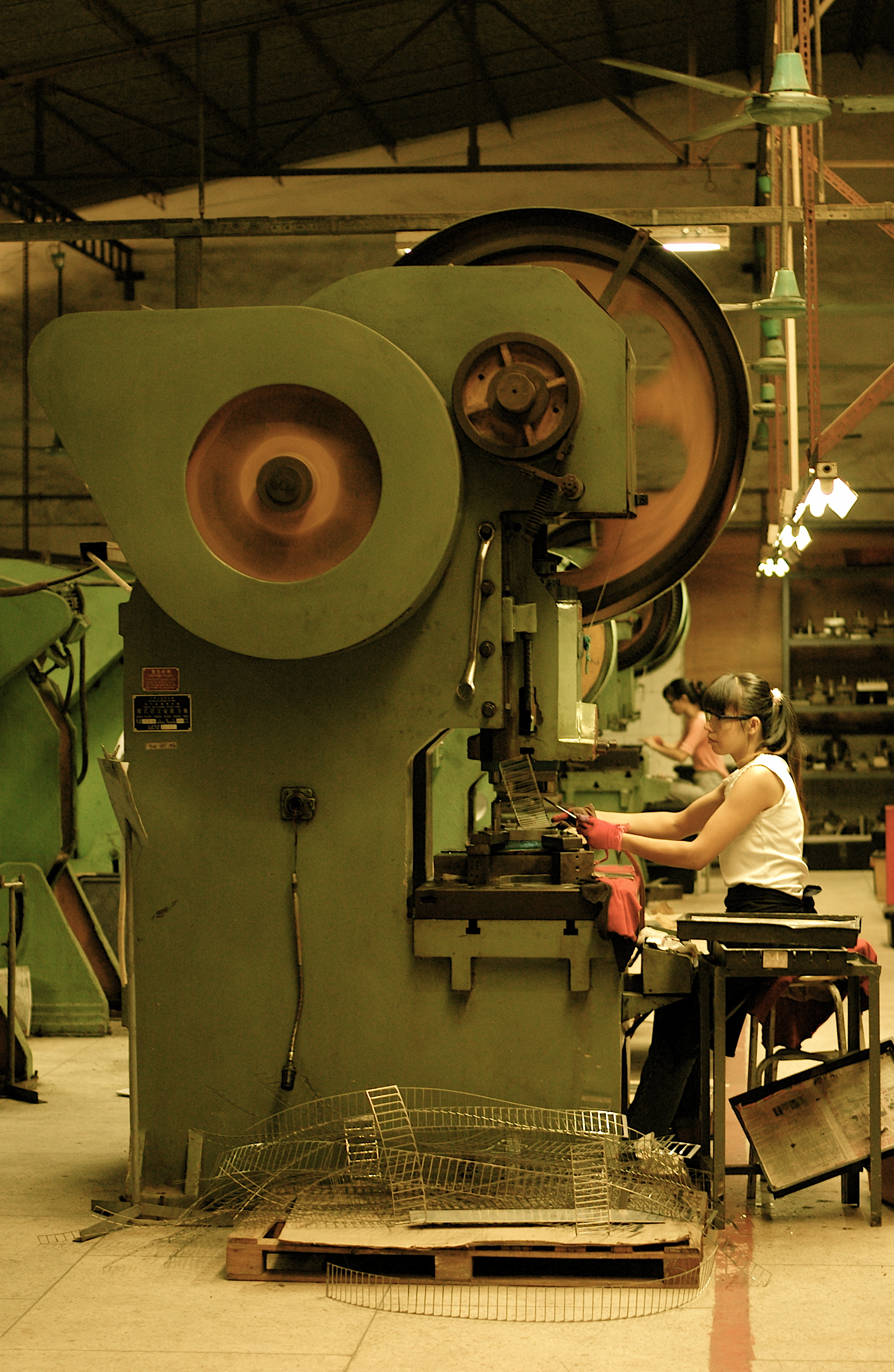
Punzonatrice utilizzata nella produzione di coltelli.

La punzonatura è l'atto di imprimere un segno, o una forma, su una superficie mediante la pressione o la percussione di uno strumento detto punzone (dal latino "punctio", pungere).

## Storia

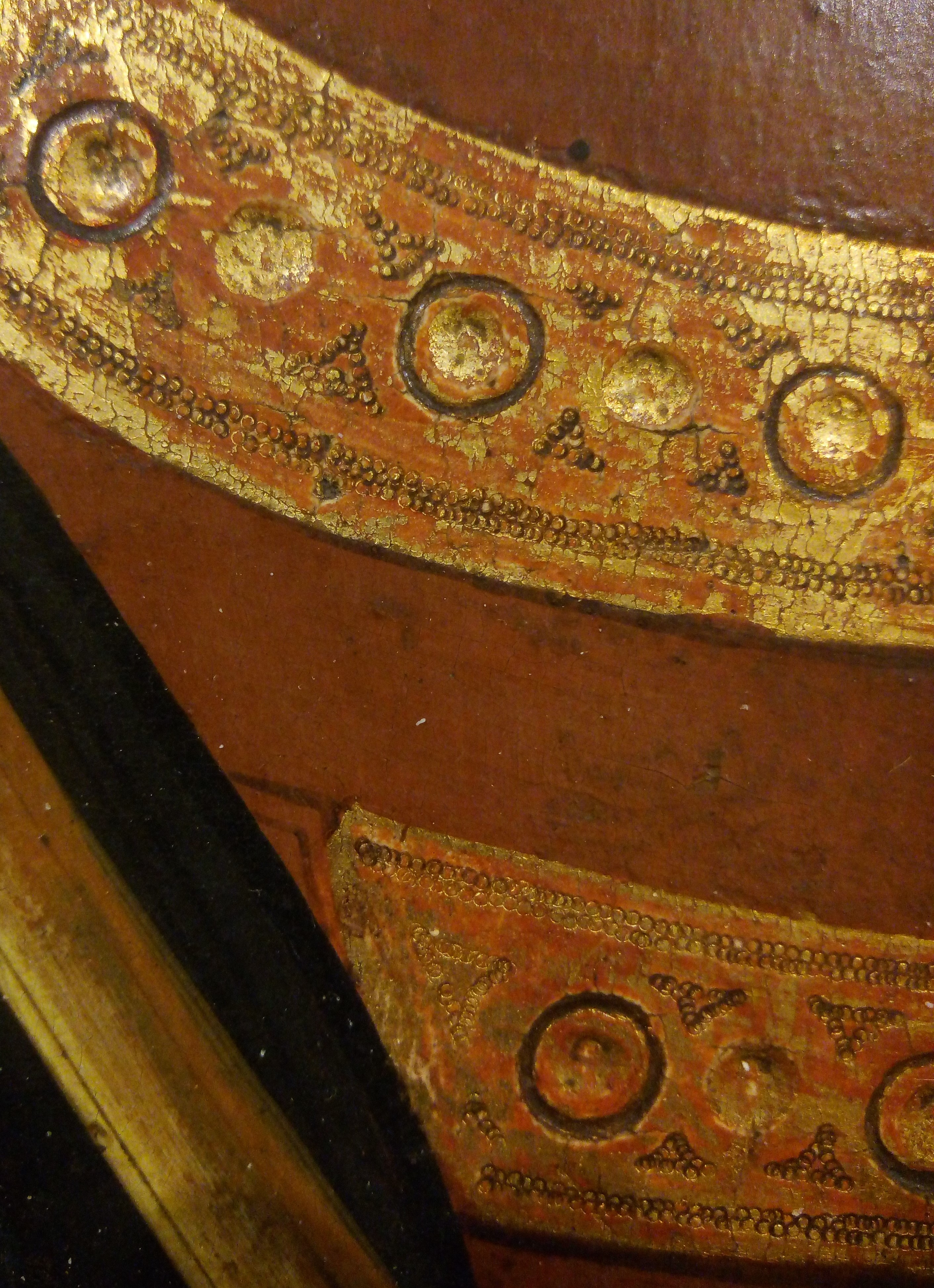
Punzonatura artistica, particolare Crocifissione attribuita a Neri di Bicci, Museo della Collegiata di Castiglione Olona.

Il primo esempio importante di punzonatura applicata all'arte pittorica si ha nell'affresco della Maestà di Simone Martini nel palazzo Pubblico di Siena (1315 circa).
Questa tecnica veniva anticamente utilizzata nella lavorazione e decorazione di metalli e nella produzione di monete, poi anche per la dentellatura dei francobolli. Nell'arte della doratura su tavola, la punzonatura veniva adoperata per ottenere effetti di particolare preziosità e bellezza.
Oggi viene utilizzata frequentemente in meccanica per lavorare le lamiere, tramite uno stampo o (matrice) ed un punzone che riproducono la forma del foro da ottenere. La lamiera viene appoggiata sullo stampo e la pressione del punzone provoca la recisione della lamiera.

## Tecnologie utilizzate
Si usano macchine automatiche (punzonatrici) per tagliare e forare lamiere metalliche (alluminio o acciaio) di spessore fino a 25–30 mm. Con punzonatrici evolute a controllo numerico (CNC) si possono effettuare lavorazioni di taglio e sagomatura (roditura) anche molto complesse in modo veloce e sicuro. Fino ai primi anni ottanta e fino alla diffusione degli impianti di ossitaglio, le punzonatrici furono l'unico modo pratico di tagliare e lavorare lamiere di spessore maggiore di 2-3 millimetri.

## Utilizzo del termine in altri contesti
In gergo ciclistico la punzonatura è la verifica delle licenze, l'assegnazione dei numeri di gara e l'eventuale controllo dei velocipedi dove previsto. Tale atto è divenuto noto a seguito di una scena del film Fantozzi contro tutti, dove al protagonista viene chiesto il significato di tale termine dal Visconte Cobram, ex ciclista appassionato di tale sport e nuovo Direttore Totale della Megaditta. Fantozzi, non sapendo cosa dire, risponde con una serie di vagheggiamenti totalmente errati e risibili, venendo messo quindi alla berlina dai colleghi, ugualmente ignoranti in materia.